# Stigmella regina
Stigmella regina là một loài bướm đêm thuộc họ Nepticulidae. Loài này có ở vùng Viễn Đông Nga.